# Arcadia (Kansas)
Arcadia es una ciudad ubicada en el condado de Crawford en el estado estadounidense de Kansas. En el año 2010 tenía una población de 310 habitantes y una densidad poblacional de 281,82 personas por km².

## Geografía
Arcadia se encuentra ubicada en las coordenadas 37°38′28″N 94°37′24″O / 37.641217, -94.623352 (37.641217, -94.623352).

## Demografía
Según la Oficina del Censo en 2000 los ingresos medios por hogar en la localidad eran de $21,750 y los ingresos medios por familia eran $27,386. Los hombres tenían unos ingresos medios de $22,500 frente a los $17,321 para las mujeres. La renta per cápita para la localidad era de $10,674. Alrededor del 24.2% de la población estaban por debajo del umbral de pobreza.